# Il cacciatore di anatre
Il cacciatore di anatre è un film del 2011 diretto da Egidio Veronesi, presentato in concorso ai David di Donatello 2015.

## Trama
1942. In un paesino sul Po della Bassa modenese, Finale Emilia, vivono quattro amici: Mario, oppresso dai debiti, che regala un pianoforte a sua figlia Alice, con la speranza che possa un giorno diventare una pianista; Loris che ha la fama di essere un seduttore e desidera andare a Parigi per conoscere donne francesi; Oreste è un amante delle motociclette e Gino è un solitario cacciatore di anatre, che vive con un canarino in gabbia. I quattro amici trascorrono le giornate ascoltando i bollettini di guerra trasmessi via radio dalla propaganda fascista e vengono maltrattati da un manipolo di fascisti, con l'accusa di essere socialisti. Un giorno arriva in paese un francese, Jacques D'Alembertè, che rivela di essere giunto in quella località in cerca di un tesoro nascosto da un suo antenato durante l'età napoleonica. I cittadini, quindi, incominciano a pedinare il nuovo arrivato, frugando nella sua stanza con l'intento di trovare la mappa sulla quale è riportata l'ubicazione del tesoro, fino all'arrivo dei militari americani, i quali offrono una gomma da masticare ad Alice. Finita la guerra, Alice cresce diventando una pianista di successo, seguendo così il sogno che aveva da bambina.

## Riconoscimenti
- 2011 - Festival du Film Italien d'Ajaccio
  - Premio della Giuria[2]
- 2011 - The Queens World Film Festival
  - Honorable Mention[2]
- 2012 - WorldFest-Houston International Film Festival
  - Silver Remi[2]
- 2012 - Philadelphia Independent Film Festival
  - Miglior film[2]
- 2012 - Foggia Film Festival
  - Premio Italian Movies[2]